# Leges Barbarorum
Leges Barbarorum são as leis escritas durante a alta Idade Média, nos territórios ocupados pelos reinos bárbaros, anteriormente pertencentes ao Império Romano. Eram escritas em latim e geralmente eram categorizadas seguindo o modelo romano.
O direito germânico primitivo, típico de populações seminômades, não possuía fontes escritas, baseando-se nas tradições orais. Tampouco existia a noção de territorialidade, o direito aplicado a cada indivíduo dependia do grupo a que ele pertencia. Assim, a pessoa como que portava seu direito. Esse direito consuetudinário e personalista foi mudando com o contato travado com o mundo Romano, marcado pela legislação escrita e pela territorialidade, lembrando que, à época, a cidadania romana fora conferida a todos os habitantes livres do império.
Outra característica marcante do seu direito germânico era a sua ideia muito restrita de propriedade, que foi cedendo terreno ao conceito Romano, à medida que esses povos foram se estabelecendo nos territórios europeus e convivendo com a população romana. Isto se reflete marcadamente nas diferenças entre a ideia de comunhão de bens romana e germânica, que manifestam duas idiossincrasias jurídicas muito distintas no que tange à concepção do indivíduo e do grupo.
Segundo os princípios individualistas muito presentes no direito romano, o individual prevalecia sobre a própria situação de comunhão de bens ou direitos, de maneira que esta se configurava como una communio incidens, ou seja, algo incidental e transitório que se superpunha a uma situação primária, que seria aquela plenamente individual, à qual acabaria retornando. Reconhecia, no entanto, a existência de quotas, ou porções ideais da propriedade daquele bem comum, e em cujas bases o indivíduo exercia determinados poderes sobre o mesmo. Por outro lado, o ordenamento previa uma actio communi dividundo, através da qual o condômino que desejasse retirar-se poderia fazê-lo, conservando o patrimônio correspondente à sua quota de participação.
Por sua vez o condomínio germânico confere maior atenção ao coletivo que ao indivíduo, como corresponde aos princípios próprios do Direto Germânico. Isto se manifesta na própria concepção do condomínio germânico, que não é algo incidental, mas estático e permanente. Não existe o conceito Romano de quotas e sua porção ideal de propriedade que se atribuía ao indivíduo, e o que mais se lhes assemelhavam eram os limites impostos ao indivíduo para que desfrutasse do bem comum, sem chegar a configurar-se como uma atribuição real de propriedade. Vale ressaltar que, frente à concepção de condomínio dividido em quotas ideais, a comunhão germânica estabelecia um condomínio de mancomunatio (mão comum). Com relação à capacidade do indivíduo para provocar a divisão do bem, cabe destacar que, ao contrário do que acontecia na comunhão romana, na germânica não existe nenhuma ação divisória que se possa exercer pela mera vontade do indivíduo, o que seria logicamente impossível se não existem quotas sobre as quais os o indivíduo seja plenamente proprietário.
Em direito penal são famosos os ordálios, que permaneceram por toda a Idade Média, e através do qual se pretendia determinar a culpabilidade ou não de determinado indivíduo, que poderia até ser representado por um terceiro alheio ao processo (ordálio de representação, donde vem o termo "pôr a mão no fogo"). Por meio deles, um acusado deveria demonstrar sua inocência submetendo-se a provas tais como sustentar nas mãos uma pedra incandescente ou mantê-las em água fervendo, ou ainda a permanecer sob longo tempo sob a água. Se o acusado fosse capaz de suportá-lo, entendia-se que os deuses (ou Deus, mais tarde) o haviam ajudado por sabê-lo inocente do crime. Ao mesmo tempo, os ordálios tinham natureza de prova e de juízo (divino).
Através dos contatos travados com o império, os povos bárbaros sofreram distintos processos de romanização e cristianização, em profundidade e velocidade diferentes para cada um deles, de maneira que começaram a surgir leis escritas, bem como códigos legais, num primeiro momento compilando as tradições jurídicas germânicas, para serem aplicados aos não-Romanos, e compilações de leis romanas para aplicação a estes últimos, num esforço de unificação legal dos jovens reinos bárbaros. Estes surgem em diferentes momentos históricos, dependendo do grau de romanização conforme dito acima.
Os textos mais representativos desse período, são os códigos Visigodos (Lex Romana Visigothorum), a Lex Burgundionum, os Pactus Alamannorum e Lex Alamannorum, as Leges Langobardorum, a Lex Bajuvariorum, a Lex Frisionum, a Lex Saxonum e as Lex Angliorum et Werinorum, hoc est, Thuringorum.

## Lex BurgundionumeLex Romana Burgundionum
Este código foi compilado por Gundobaldo, patrício do Império Romano do Oriente (472-473), que se tornou rei dos Burgúndios (473-516), após vencer uma guerra civil pela sucessão do trono. Muito provavelmente este código foi escrito após sua derrota frente a Clóvis I, rei dos Francos, no ano 500. Algumas additamenta foram introduzidas posteriormente, por ordem dele ou de seu filho e sucessor Sigismundo (correspondente a Sigmund, em alemão Sieg = vitória e Mund = mão, mão vitoriosa) (ver Quildeberto I). Estas leis trazem o título Liber Constitutionum, indicando que emanam do poder real, e são também conhecidas por Lex Gundobada ou Lex Gombata. Foi utilizada para solucionar casos envolvendo Burgúndios entre si, e também entre Burgúndios e Romanos. O mais antigo manuscrito, dos 14 que chegaram até nós, data do século IX.
Para os casos envolvendo apenas Romanos, Gundobaldo teria posteriormente compilado um código distinto, a Lex Romana Burgundionum, que contém uma coletânea de várias leis romanas de diversas fontes, sendo por isso chamada às vezes, erroneamente, de Liber Papiani, ou apenas Papianus. O mais antigo destes textos sobreviventes data do século VII.
As leis dos Burgúndios mostram fortes traços de Direito Romano, reconhecendo a primazia da vontade e conferindo grande importância às provas escritas. Por outro lado, sancionam o duelo judicial e os cojuratores (testemunhas sob juramento). No século IX, o bispo de Lyon, Agobardo, protestou veementemente contra a Lex Gundobada, o que prova que ela continuava em vigor.

## Pactus AlamannorumeLex Alamannorum
Quanto às leis dos Alamanos, que se estabeleceram entre o rio Reno e o rio Lech, e se espalharam pela Alsácia e em parte da atual Suíça, ao sul do lago de Constança, há dois textos que subsistiram. O mais antigo, que consta de 5 fragmentos curtos de cerca do ano 900, é conhecido como Pactus Alamannorum, e a partir do recorrente uso do termo et sic convenit, acredita-se que fora feito por uma comissão especial. A referência a "aifranchisement in ecciesia" demonstra que já ocorrera a cristianização dos Alamanos. Não restam dúvidas que os textos datam, no mínimo, da primeira metade do século VII, durante o reinado do rei Franco Dagoberto I. Esse fragmento contém um catálogo de multas, cujo propósito seria substituir as tradições germânicas da Blutrache. À mutilação de dedos, por exemplo, correspondia uma multa que variava de 3 a 12 sólidos, ou , dependendo da extensão do dano.
O texto mais recente, conhecido como Lex Alamannorum, data de um período em que a Alamannia era um ducado nacional independente, sob suserania dos reis Francos. Acredita-se que tem origem num acordo entre a nobreza Alamana e o duque Lantfrid, que governou o ducado entre 709 a 730. Consta de 50 manuscritos preservados, datando do século VIII ao XII, divididos entre leis clericais, ducais e populares. Em seu capítulo III, trata do Asilo Eclesiástico , pelo qual nenhum fugitivo buscando refúgio na Igreja poderia dela ser removido pela força, tampouco morto dentro do templo, ao contrário, o perseguidor deveria assegurar ao padre que a culpa do fugitivo estaria perdoada. Mais adiante, no mesmo capítulo, imputa-se a pena de 40 sólidos, paga à Igreja pela violação do asilo e mais um adicional de 40 sólidos, paga às autoridades pela violação da lei. O Capítulo LVI traz as penas relativas à violência contra a mulher. Se alguém descobrisse a cabeça de uma mulher livre e solteira, era penalizado com o pagamento de 6 sólidos. Se ele levantasse seu vestido de modo que seus genitais ficassem à mostra, deveria pagar 12 sólidos. Se a violasse, pagaria 40 sólidos, sendo que todas essas penas eram dobradas se a vítima fosse casada.

## Leges Langobardorum
Há uma quantidade considerável de informações acerca do código legal lombardo. A primeira parte, que consiste de 388 capítulos, também conhecido como Edictus Langobardorum, ou Edictum Rothari (Édito de Rotário), foi promulgado pelo rei Rotário numa dieta que teve lugar em Pavia em 22 de novembro de 643. Este trabalho, composto de uma só vez e arranjado num plano sistemático, é notório. Os compiladores tinham conhecimento de direito romano, porém apenas utilizaram o método de apresentação e a terminologia deste, e o documento apresenta o direito germânico em sua pureza. Destarte, foi durante longo tempo considerado primitivo se comparado com outras legislações germânicas contemporâneas suas. Também era comparativamente tardio, em relação aos Francos, Visigodos e Saxões, que à época já possuíam compilações e códigos legais há tempos.
O Edictum Rothari tratava de leis tribais germânicas acerca de Wergelds, heranças e duelos, nada apresentando de Romano, embora escrito em Latim. Tampouco era influenciado pelo direito canônico, tratando de matéria eclesiástica apenas no tocante à violência nos templos. O édito dá a autoridade militar aos duques e a civil aos schulthais no campo ou aos castaldus nas cidades. O édito não referência a vida pública, governo ou comércio, deveres do cidadão, em vez disso, é detalhado em relação a compensações por males causados, as wergeld, e a defesa dos direitos de propriedade.
Apesar das mulheres lombardas estarem sob o estado de dependência jurídica dos homens da família, e apesar de uma Lombarda livre casada com um aldius (semi-livre) ou com um escravo poder ser vendida pelos homens da família, o respeito devido às lombardas nascidas livres era notável: se alguém se interpusesse no caminho de uma delas, ou a injuriasse, deveria pagar 900 sólidos, uma considerável soma. Comparativamente, se alguém se interpusesse no caminho de um homem livre, deveria pagar 20 sólidos, se não tivesse causado nenhuma lesão física, e em casos similares envolvendo o escravo de outrem, ou a serviçal ou ainda o aldius, deveria pagar 20 sólidos ao senhor, que é o preço pago por copular com a escrava de outrem. Os escravos romanos eram de menor valor nesses assuntos se comparados com os escravos "nacionais". As lesões físicas foram minuciosamente catalogadas, com preços para cada dente, ou dedos. A propriedade era uma preocupação, posto que há muitos artigos tratando das lesões causadas aos aldius e aos escravos domésticos.
Com relação a sucessões, filhos ilegítimos tinham direitos tanto quanto os legítimos, e nenhum pai poderia deserdar seu filho exceto na ocorrência de determinados crimes graves. Doações de propriedade eram feitas na presença de uma assembleia chamada thing, que deu origem ao termo thingare, que seria doar diante de testemunhas. Se um homem decidisse thingare sua propriedade, deveria fazer o gairethinx ("doação por lança") na presença de homens livres. O gairethinx era uma assembleia de guerreiros, que davam validade aos atos jurídicos numa solenidade me que batiam as suas lanças nos escudos. O próprio édito passou a ter validade após essa solenidade. Os escravos poderiam ganhar a liberdade de várias formas, mas as leis eram severas quanto à perseguição e recuperação de fugitivos.
Essas leis eram aplicadas a lombardos, exclusivamente, uma vez que a população romana regia-se por suas próprias leis, e declaravam que estrangeiros que viessem a assentar-se em território lombardo deveriam viver de acordo às leis destes, a menos que obtivessem do rei o direito a viverem sob outro sistema legal.
O édito de Rotário foi ampliado por seus sucessores: Grimoaldo (668 d.C.) adicionou nove capítulos, Liuprando (713 d.C.-735 d.C.), 15 volumes contendo um grande número de adições eclesiásticas, Raquis (746 d.C.) acrescentou oito capítulos, e Astolfo (755 d.C.) adicionou outros treze. Depois da união dos Lombardos ao reino Franco, as capítulas feitas para todo o reino foram aplicadas ao antigo Reino Lombardo na península Itálica. Também havia capítulas específicas para a Itália, chamadas Capitula Italica, algumas das quais foram acrescentadas ao édito de Rotário.

## Leges Baiuvariorum
A Lex Baiuvariorum, Lex Baiuwariorum, Lex Bajuvariorum, ou Lex Baivariorum é uma coletânea de leis tribais dos Bávaros, feita nos séculos VI a VIII. A primeira compliação foi editada por Eberswind, primeiro abade de Niederaltaich, em 741 ou 743. O duque Odillo, complementou-o em torno de 748. É um dos corpos legais germânicos mais bem documentados. Partes da Lex Baiuvariorum são idênticos ao Código de Eurico e à Lex Allamanorum. No entanto, a Lex Baiuvariorum é mais nova que estas, datando de um período em que a autoridade dos Francos era muito forte na Baviera, quando os duques eram vassalos dos reis Francos. Imediatamente após a revolta da Baviera em 743, o duque bávaro Odillo foi forçado à submissão a Pepino o Breve e Carlos Magno, respectivamente filho e neto de Carlos Martel, e reconhecer a suserania Franca. No mesmo período, a Igreja Bávara foi organizada por São Bonifácio, que dividiu o país em vários bispados, aos quais há inúmeras referências nessas leis. No entanto, sabe-se que é mais antiga que o duque Tassilo III, (749-788). A data da compilação deve, portanto, compreender-se entre 743 e 749.
Wilhelm Störmer alega que a Lex Baiuvariorum apenas usa alguns títulos idênticos aos textos Visigóticos, Alamanos, e que textos sinódicos indicam que não se trata de apenas um simples cópia das outras citadas. K. Reindels defende que a lei fora desenvolvida em estágios , iniciando-se no reinado de Theudebert I (539–548) até chegar à versão conhecida do reinado de Odillo. O que é certo é que a Lex Baiuvariorum foi criada sob o pedido dos senhores Francos.
A Lex Baiuvariorum consiste principalmente de penas pecuniárias a serem pagas ao ofendido ou a sua família ou ao tesouro público. Muitos dos manuscritos existentes estão em formato reduzido, o que indica que o livro era usado na corte. O texto, como os demais citados, é em latim. Divide-se em 23 títulos, sendo que os de 1 a 6 tratam de regras aplicáveis a diferentes estratos sociais, e os de 7 a 23 regulam direito penal e privado:
- Título I: trata da proteção da Igreja e dos homens espirituais, suas pessoas, propriedades, incluindo servos e pessoas sob sua guarda.
- Título II: Proteção do Duque, seus oficiais e suas operações militares.
- Título III: Estipula os Agilolfingos como a família nobre da qual os governantes da Baviera seriam escolhidos. As outras famílias governantes seriam os Huosi, Trozza, Fagana, Hahilinga, e Ariona.
- Título IV: trata de proteção dos homens livres. A este respeito, a Lex Baiuvariorum faz uma distinção entre aqueles que são livres e aqueles que foram postos em liberdade. As multas para a quebra das leis variavam com a situação jurídica dos envolvidos: livres, postos em liberdade, e não-livres.

Essas leis vigeram até 1180 e o mais antigo manuscrito data aproximadamente do ano 800, e encontra-se na biblioteca da universidade de Munique.